# Scambiatore Ljungström
Lo scambiatore di calore Ljungström è uno scambiatore di calore di tipo rigenerativo, inventato dall'ingegnere svedese Fredrik Ljungström e brevettato nel 1930.
Il dispositivo è costituito da un cilindro rotante, da cui passano i fluidi che devono scambiarsi il calore; al suo interno sono ricavati dei setti grazie a dei lamierini ondulati. Attraverso ciascun settore passano i due fluidi in tempi successivi, per cui un inconveniente degli scambiatori Ljungström è costituito dalla parziale miscelazione tra i due fluidi. In realtà, nei moderni bruciatori a basso NOX si lavora proprio sul ricircolo di una parte dei prodotti della combustione che si mescolano all'aria comburente.

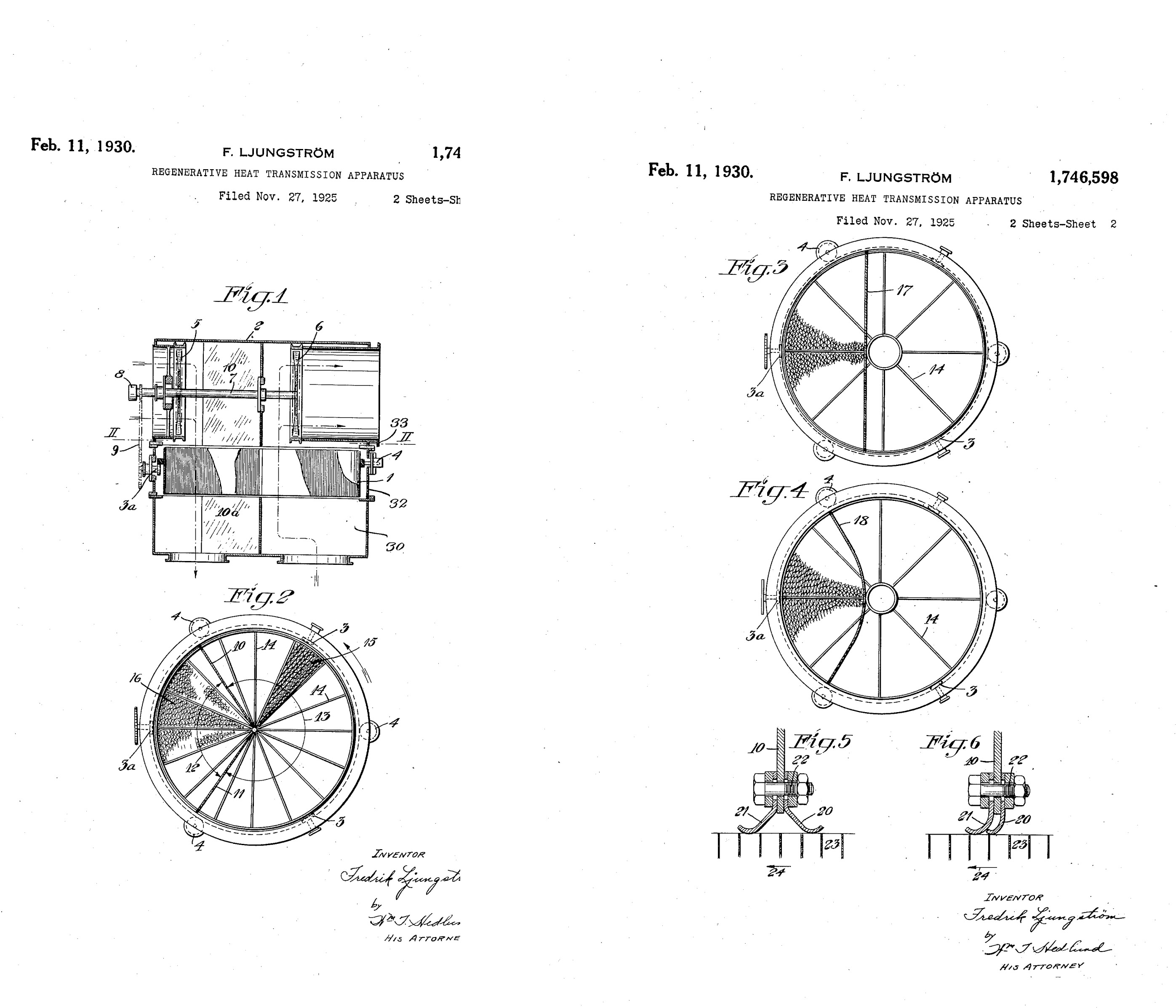
Rappresentazione di uno scambiatore di calore Ljungström (1930).

## Applicazioni
Viene usualmente impiegato all'interno delle grandi centrali a vapore per la produzione di energia elettrica.
I gas di scarico di un comune generatore di vapore sono scaricati ad una temperatura di oltre 300 °C; trattandosi di gas a temperatura relativamente bassa, è conveniente sfruttare il contenuto termico per riscaldare l'aria comburente che viene addotta ai combustori.
Il Ljungström è alimentato contemporaneamente da gas di scarico ed aria comburente, attraverso condotte collocate ai due settori circolari del Ljungström.